# Oranjekoek
 (mai 2021).
L'oranjekoek (frison : orenjekoeke), spécialité de la province de Frise, est un gâteau plat surmonté d'un glaçage et d'une décoration à la crème. Malgré son nom, le gâteau est de couleur rose et doit son nom aux écorces d'orange confite incorporées à la pâte. Sa recette est différente du roze koek (nl), un mets de même couleur.

## Histoire
Ce mets est probablement né après le Moyen Âge, car les oranges ne sont devenues plus courantes aux Pays-Bas qu'au XVIIe siècle. Déjà connu en 1703, la plus ancienne recette connue de ce gâteau date de 1753. En 1830, des documents mentionnent l'oranjekoek comme une spécialité frisonne typique préparée principalement par les boulangers des environs de Leeuwarden et Heerenveen. Ces deux villes étaient des résidences de la Maison d'Orange-Nassau, et le nom est donc probablement associé à cette famille.
Le gâteau apparaît dans les archives de l'Exposition coloniale qui s'est tenue à Amsterdam en 1883 ; il a été présenté et vendu par deux boulangers frisons, S. Taconis et Siebrand Toen. La recette aurait été présentée par le boulanger Ype Wigersma à l'Exposition universelle de 1900 à Paris.
En 1938, l'écrivaine Simke Kloosterman (da) en a publié une recette dans son livre De Fryske petiele, le premier livre de recettes de cuisine en frison. Des documents datant de 1943 font état de la consommation du gâteau comme aliment de fête lors des festivités de Sint-Pieter, une fête régionale dans la ville frisonne de Grou.
Le plus grand oranjekoek jamais réalisé a été fait le 27 mai 2006 par des boulangers de Sneek[réf. nécessaire]. Le gâteau avait une superficie de 117,5 mètres carrés[réf. nécessaire].

## Caractéristiques
L'oranjekoek est fabriqué à partir de farine de blé, d'œufs, de beurre, de sucre (généralement du sucre roux) et de levure, combinée à de l'anis et des écorces d'orange confites. Les framboises sont généralement utilisées pour le glaçage, ce qui lui donne sa couleur rose caractéristique. Traditionnellement, la crème ajoutée sur le glaçage était un type de crème au beurre dont la composition contenait de la liqueur ; aujourd'hui, il est plus courant d'utiliser de la chantilly pour la finition. Une pâte à base d'amandes est également utilisée dans les versions modernes de la recette comme garniture pour le gâteau.
Chaque boulanger avait sa propre recette, généralement régionale, qui était transmise de père en fils. Les épices, en général, varient d'une région à l'autre : en Frise occidentale, les boulangers utilisent davantage d'anis ; en Frise du nord-ouest, il est plus courant d'utiliser de la cannelle et du gingembre. L'oranjekoek se distingue donc par la quantité d'épices utilisées dans sa fabrication. Cela s'applique également à d'autres produits de boulangerie frisons, comme le keallepoat (fy), le sûkerlatte (fy).
Jusqu'au XVIIIe siècle, un sucre fondant rose était étalé sur le nappage. À partir du XXe siècle, le nappage a commencé à être transformé en crème au beurre, et le gâteau a été rempli d'une couche de pâte d'amande. Le gâteau, cuit entier, était ensuite découpé pour la vente ; par conséquent, les morceaux découpés étaient souvent irréguliers. À partir des années 1970, la production à grande échelle s'est intensifiée et il est devenu plus courant de les trouver découpés en rectangles réguliers. Aujourd'hui, il est courant d'en trouver en vente dans les grandes chaînes de supermarchés à travers les Pays-Bas.